# Perisceptis horiarcha
Perisceptis horiarcha är en fjärilsart som beskrevs av Edward Meyrick 1931. Perisceptis horiarcha ingår i släktet Perisceptis och familjen säckspinnare. Inga underarter finns listade i Catalogue of Life.